# Philip Pettit
Philip Noel Pettit (Ballygar, condado de Galway, 1945) es un politólogo y filósofo irlandés. 

## Biografía
Se educó en Garbally College, perteneciente a la Universidad Nacional de Irlanda, Maynooth, y en la Queen's University, de Belfast. Fue muchos años profesor de teoría política y social en la facultad de ciencias sociales de la Universidad Nacional Australiana. Ha recibido numerosas distinciones, que incluyen un doctorado honoris causa por la Universidad Nacional de Irlanda. Actualmente, es catedrático Laurence Rockefeller de Ciencias Políticas y Valores Humanos en la Universidad de Princeton. Pettit defiende un tipo de republicanismo en filosofía política y aboga por una conexión más fuerte entre la filosofía cognitiva, la filosofía de las ciencias sociales, el libre albedrío y la filosofía política. Postula la idea de que las leyes debieran fundarse en la no dominación, como vía hacia la libertad. José Luis Rodríguez Zapatero lo considera uno de sus referentes ideológicos. Es miembro del comité científico-asesor de la Fundación IDEAS, think tank del PSOE.

## Obras
- Judging justice: an introduction to contemporary political philosophy (1980)
- Rawls: A theory of justice and its critics (1990), en colaboración con Chandran Kukathas
- The common mind; an essay on psychology, society and politics (1993)
- Not just deserts. A republican theory of criminal justice (1994)
- Republicanism: a theory of freedom and government (1997)
- Three methods of ethics: a debate (1997), con Marcia Baron y Michael Slote
- A theory of freedom: from psychology to the politics of agency (2001)
- Rules, reasons and norms: selected essays (2002)
- The economy of esteem: an essay on civil and political society (2004), con Geoffrey Brennan
- Made with words: Hobbes on language, mind and politics (2007)

## Pensamiento
Philip Pettit dirige su filosofía en torno a dos corrientes: una más académica sobre metafísica y otra política donde expone sus ideas sobre el republicanismo. Es considerado padre de lo que algunos académicos han denominado Neorrepublicanismo, que es una corriente teórica que busca en el pasado la existencia de una tradición republicana que justifique sus postulados normativos.
La idea fundamental es proteger al ciudadano tanto de la dominación pública como de la privada. Un individuo está bajo dominación de otro cuando depende de su buena voluntad para obtener recursos básicos. Para evitar la dominación pública (del Estado) se propone la democracia, la separación de poderes (admite la monarquía) y la distribución de competencias entre diferentes niveles, es decir, dispersar el poder y que los ciudadanos lo supervisen. Esto implica gran implicación política. 
Para evitar la dominación privada propone crear un estado de bienestar, aumentar el poder de negociación de los trabajadores y evitar que los más ricos tengan un acceso más fácil a los órganos políticos.
El Gobierno debe ser humilde. Debe crear mecanismos de control social (organizaciones no gubernamentales, medios de comunicación, etc.) y hacerles independientes y fuertes, no solo dándoles dinero. Una vez conseguido, sabrán ser críticos con el Gobierno y este tiene que tener la gran virtud de aceptar críticas de sus propias creaciones.
En alguna ocasión, Philip Pettit ha aludido al ejemplo de la Inglaterra del siglo XVII, que entendía la república como “Commonwealth” (res publica, es decir, bien común). El neorrepublicanismo difiere del republicanismo clásico en lo concerniente a la monarquía. Pettit considera que república no es opuesto a monarquía, pues aquella sociedad, como la Inglaterra del siglo XVII, en la que el rey está sometido a la ley y funciona un estado de derecho, debe llamarse república. 
La obligación del republicanismo es impedir la dominación de un individuo sobre otro, creando un poder que ponga freno al poder público y hacerlo democráticamente responsable. Para ello se deben garantizar:
- La elección de los representantes políticos por un tiempo determinado y, preferiblemente, con rotación de personal durante ese periodo.
- La separación de poderes, de manera que nadie controle todos
- El Estado de derecho debe ser aplicable a todos.